# Guatemala en los Juegos Olímpicos de Helsinki 1952
Guatemala estuvo representada en los Juegos Olímpicos de Helsinki 1952 por un total de 21 deportistas, 20 hombres y una mujer, que compitieron en 6 deportes.
El portador de la bandera en la ceremonia de apertura fue el atleta Doroteo Flores. El equipo olímpico guatemalteco no obtuvo ninguna medalla en estos Juegos.